# Oviken
Oviken ist ein Dorf (småort) mit 164 Einwohnern (2015) in der schwedischen Gemeinde Berg. Der Ort liegt an der Westseite des schmalen südlichen Ausläufers des Sees Storsjön in der historischen Provinz (landskap) Jämtland.
Die fruchtbare Landschaft zwischen dem Storsjön und dem Fjäll im Westen wird seit langem von einer traditionellen Bauernkultur geprägt. Der Name Oviken ist vermutlich ein ursprünglicher Ortsname, der wohl am besten mit „Furt“ übersetzt werden kann. Er ist seit 1314 urkundlich belegt.
Die Kirchengemeinde (församling) Oviken, zu der auch zahlreiche Ortschaften der Umgebung zählen, hat zwei Kirchen. Die „neue“ Kirche wurde 1905 eingeweiht, wird jedoch nur noch für Konzerte oder Sommergottesdienste genutzt. Dabei bietet sie Platz für rund 1000 Personen. Im Winter wird sie aus Kostengründen nicht genutzt. Als Gemeindekirche dient heute wieder die alte Kirche aus dem 16. Jahrhundert. Die Gemeinde zählt zurzeit etwa 1300 Einwohner, im Jahr 1913 waren es noch rund 2200.
Westlich von Oviken liegt das Oviksfjäll. Es ist das dem Storsjön am nächsten gelegene Gebirgsmassiv. Es ist auch das einzige Fjäll, welches von Östersund aus zu sehen ist. Die Bauernhöfe Ovikens bewirtschaften seit dem 18. Jahrhundert Almen entlang des sogenannten Fäbodvägen, der am Rande des Fjäll nach Westen in Richtung Västra Galåbodarna sowie Richtung Arådalen führt.

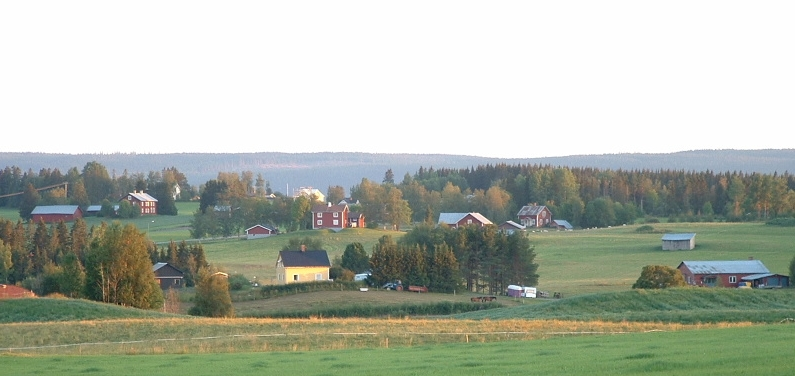
Blick über Oviken

In Oviken hat der Trabrennsport eine große Tradition. Bereits in den 1920er-Jahren gab es Trabrennen auf Schnee und Eis, und seit dem Bau der Trabrennbahn 1972 finden jährlich Rennen im Sommer statt. Des Weiteren gibt es in Oviken eine Start- und Landebahn für Flugzeuge.
Der bedeutende Architekt Ferdinand Boberg reiste zu Beginn des 20. Jahrhunderts durch das Land und zeichnete interessante Gebäude. In Oviken fertigte er im Sommer 1918 die Zeichnungen Gravkapell på kyrkogården, Härbrä vid sjöstranden, Kyrkokomplexet und Loge med inbyggd tröskverksvandring an.

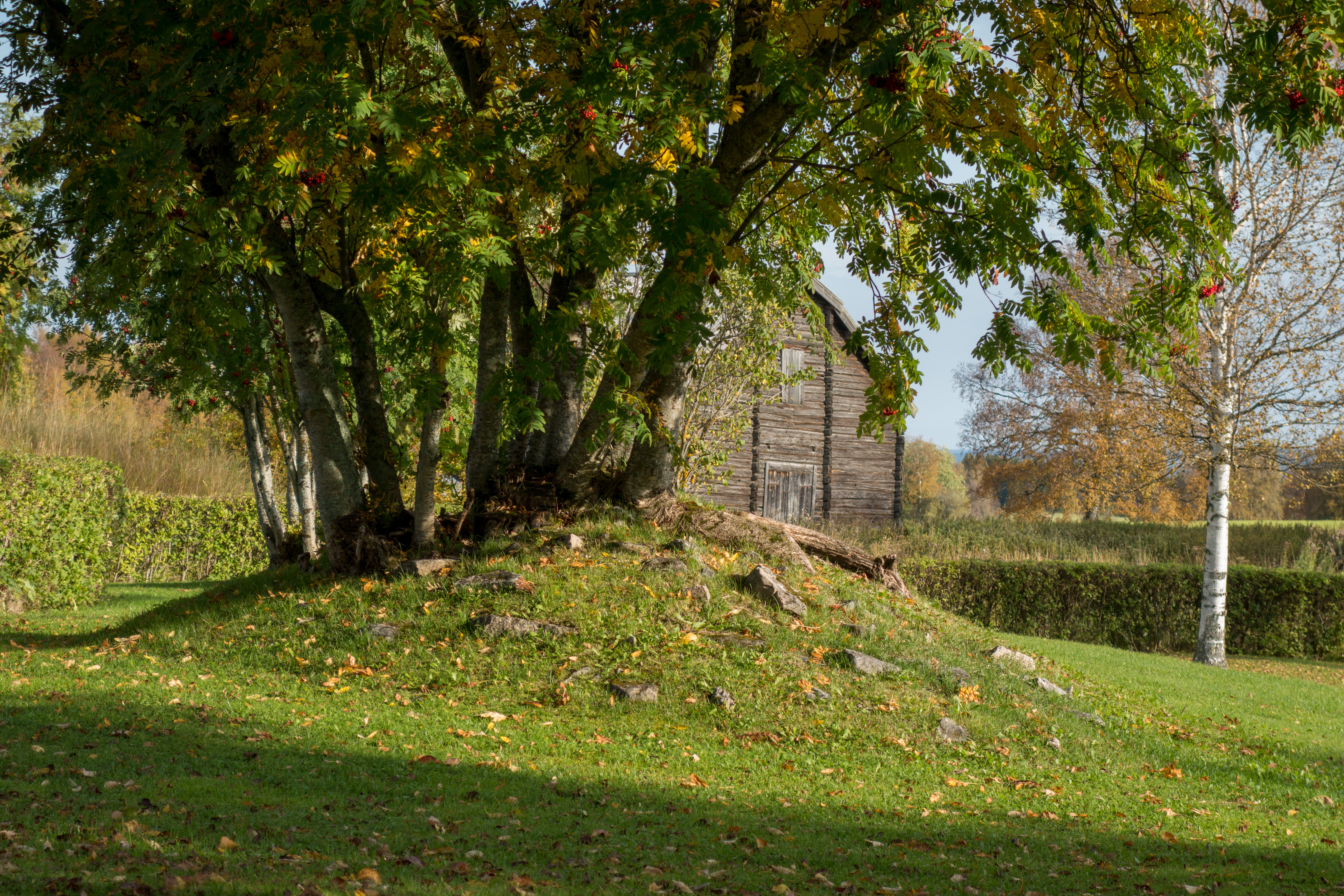
Grabhügel
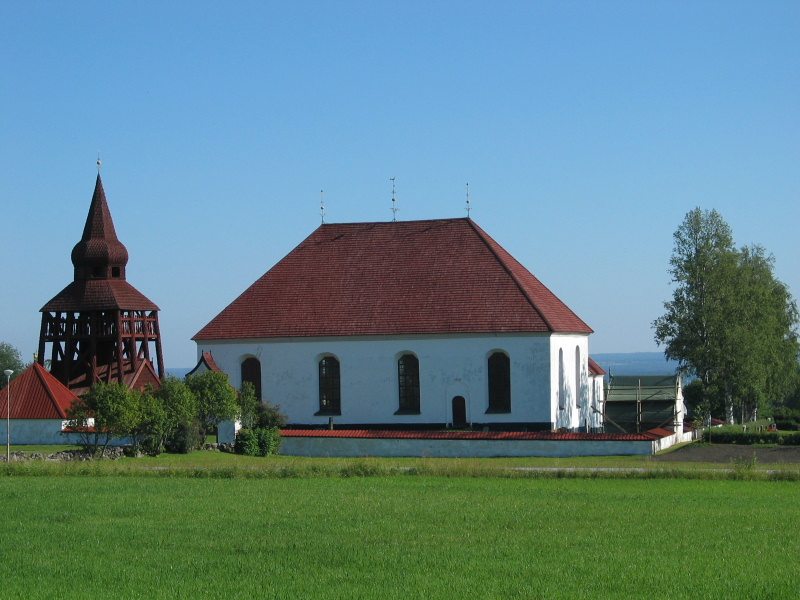
Alte Kirche (Ovikens gamla kyrka) aus dem 16. Jahrhundert
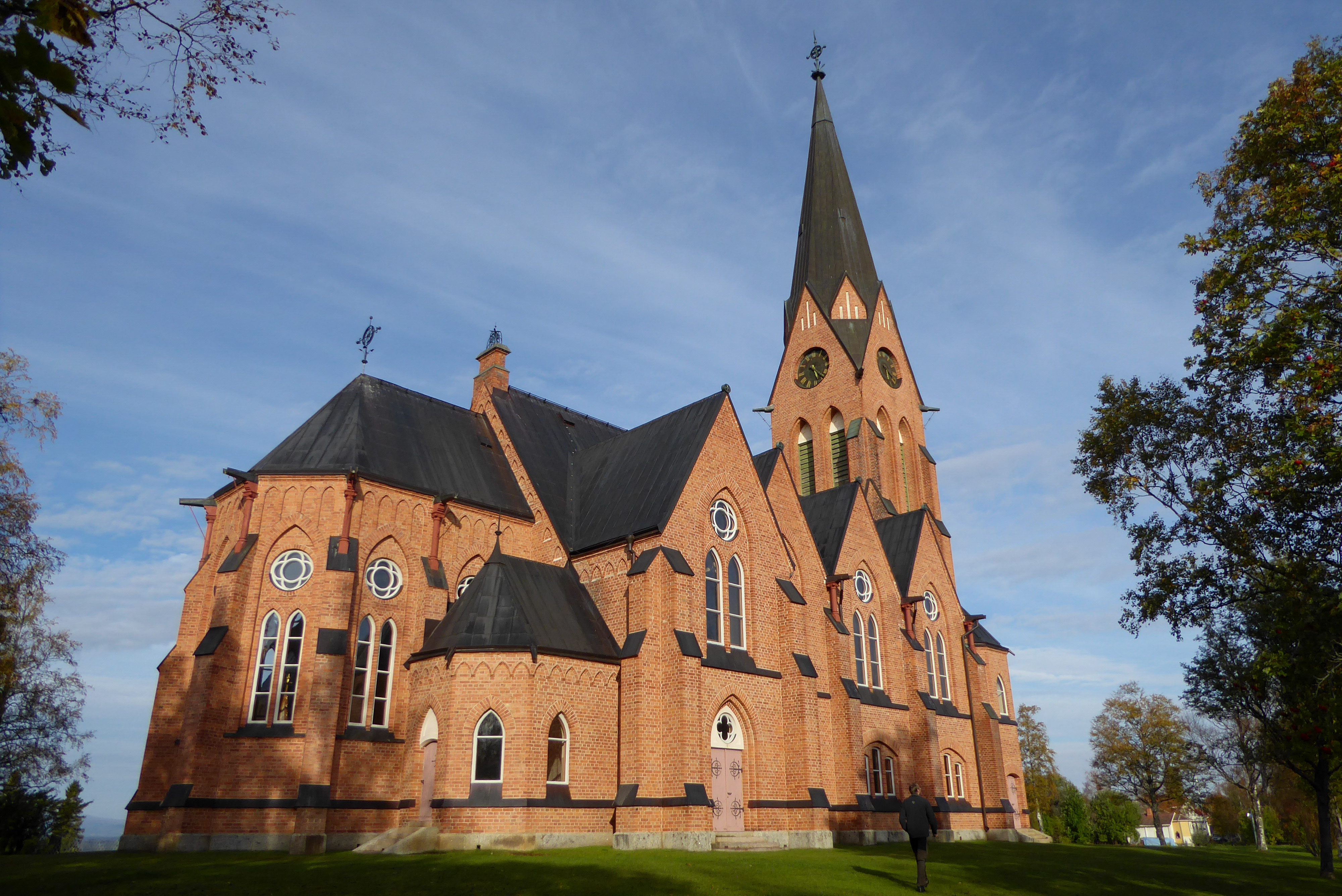
Neue Kirche (Ovikens nya kyrka) von 1905